# 桜木通 (豊川市)
桜木通（さくらぎどおり）は、愛知県豊川市の町名である。現行行政地名は桜木通一丁目から桜木通六丁目。

## 地理
豊川市の中心部、豊川稲荷のすぐ北に位置し主に繁華街を形成している。南東から北西に順に県道31号桜木通に沿って6つの丁目が成立している。

### 河川
- 佐奈川

## 歴史

### 沿革
- 1960年（昭和35年）2月21日 - 豊川町（末通・不古通・計通・油通・女通・美通・之通）の一部より、桜木通1〜6丁目が成立[1]。
- 1973年（昭和48年）7月1日 - 豊川町（幾通）の一部を6丁目へ編入[1]。

## 世帯数と人口
2019年（平成31年）3月31日現在の世帯数と人口は以下の通りである。
| 町丁   | 世帯数  | 人口  |
| ------ | ------- | ----- |
| 桜木通 | 297世帯 | 698人 |

### 人口の変遷
国勢調査による人口の推移
| 1995年（平成7年）  | 750人 | [ 6 ]  |  |
| 2000年（平成12年） | 751人 | [ 7 ]  |  |
| 2005年（平成17年） | 899人 | [ 8 ]  |  |
| 2010年（平成22年） | 828人 | [ 9 ]  |  |
| 2015年（平成27年） | 769人 | [ 10 ] |  |

## 学区
市立小・中学校に通う場合、学区は以下の通りとなる。また、公立高等学校に通う場合の学区は以下の通りとなる。
| 丁目         | 番・番地等 | 小学校             | 中学校             | 高等学校 |
| ------------ | ---------- | ------------------ | ------------------ | -------- |
| 桜木通一丁目 | 全域       | 豊川市立桜木小学校 | 豊川市立東部中学校 | 三河学区 |
| 桜木通二丁目 | 全域       | 豊川市立桜木小学校 | 豊川市立東部中学校 | 三河学区 |
| 桜木通三丁目 | 全域       | 豊川市立桜木小学校 | 豊川市立東部中学校 | 三河学区 |
| 桜木通四丁目 | 全域       | 豊川市立桜木小学校 | 豊川市立東部中学校 | 三河学区 |
| 桜木通五丁目 | 全域       | 豊川市立桜木小学校 | 豊川市立東部中学校 | 三河学区 |
| 桜木通六丁目 | 全域       | 豊川市立桜木小学校 | 豊川市立東部中学校 | 三河学区 |

## 施設
- 豊川桜木通郵便局
- スギ薬局桜木店
- ファミリーマート豊川桜木通店
- ミニストップ桜木通店
- 桜木公園

## 交通
- 愛知県道31号東三河環状線
  - 桜木通（荒古橋）
- 豊川市道
  - 末広通

- 豊川市コミュニティバス：千両三上線
- 日本車輌製造引込線（千両踏切）：旅客列車営業は無い。転用前の1942年から1956年まで踏切の東側に豊川鉄道～国鉄飯田線西豊川支線の西豊川駅が存在した。

## その他

### 日本郵便
- 郵便番号 : 442-0027[4]（集配局：豊川郵便局[13]）

## 参考資料
- 「角川日本地名大辞典」編纂委員会 編『角川日本地名大辞典 23 愛知県』角川書店、1989年。
- 平凡社 編『日本歴史地名大系 23 愛知県の地名』1981年。
- 新編豊川市史編集委員会 編『新編豊川市史 第八巻 資料編 現代』2002年。